# Raven-Symoné (album)
Raven-Symoné è l'omonimo album della cantante e attrice Raven-Symoné, pubblicato negli Stati Uniti il 29 aprile 2008.

Il Cd, dopo aver venduto nel mondo 50 000 copie, il 7 novembre 2008 è uscito in Italia, sotto ordinazione. Le tracce dell'edizione italiana sono essenzialmente 13, fra cui il singolo di successo Double Dutch Bus, tratto dalla pellicola della Disney College Road Trip, uscita nello stesso anno.

Questo è l'ultimo album che la cantante pubblica con la casa discografica Hollywood Records.

## Tracce
1. That Girl – 3:47
2. Anti-Love Song – 3:41
3. In the Pictures – 4:07
4. What Are You Gonna Do? – 3:07
5. Green – 3:49
6. Love Me or Leave Me – 3:23
7. In Your Skin – 3:24
8. Stupid – 3:16
9. Girl Get It – 3:43
10. Keep a Friend – 2:38
11. Shorts Like Me – 3:23
12. Hollywood Life – 3:52
13. Double Dutch Bus – 3:02